# سيريل واتكن
سيريل واتكن (بالإنجليزية: Cyril Watkin)‏ (21 يوليو 1926 في المملكة المتحدة - 3 يوليو 2007 في المملكة المتحدة) هو لاعب كرة قدم بريطاني (وحمل سابقاً جنسية المملكة المتحدة لبريطانيا العظمى وأيرلندا) في مركز الظهير. لعب مع بورت فايل وستوك سيتي ونادي بريستول سيتي.